# リンゴを持つ女性
『リンゴを持つ女性』（リンゴをもつじょせい、伊: Donna che tiene una mela, 英: Woman Holding an Apple）あるいは『女性の肖像』（じょせいのしょうぞう、伊: Ritratto di signora, 英: Portrait of a Lady）は、イタリアの盛期ルネサンスのヴェネツィア派の巨匠ティツィアーノ・ヴェチェッリオが1550年から1555年頃に制作した絵画である。キャンバス上に油彩。1939年にサミュエル・H・クレスから寄贈されて以来、ワシントンD.C.のナショナル・ギャラリー・オブ・アートに所蔵されている。

## 作品

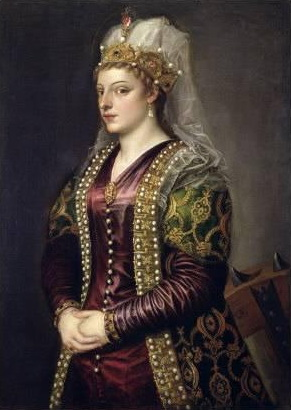
ティツィアーノの工房作『アレクサンドリアの聖カタリナとしてのカタリーナ・コルナーロの肖像』。ウフィツィ美術館所蔵。

モデルの女性は4分の3の身体像で、左側を向き鑑賞者を見つめつて立っている。長い金髪の髪で、色白の肌をしており、胴体の前で組んだ手にはリンゴを持っている。リンゴは芸術においてしばしば女性の官能性を象徴する。彼女は髪に花輪を飾り、宝石の付いた縁飾りのある緑色の服を長袖の金糸の縁のある白いドレスの上に纏っている。
かつて作品のモデルについて、何人かの候補が挙げられていた。1940年に『アート・ニュース』 で『緑色の服を着た女性、おそらくトラエエット公爵夫人ジュリア・ディ・ゴンザーガ＝コロンナ』（Portrait of a Lady in Green, presumably Giulia di Gonzaga-Colonna, Duchess of Traeetto）として紹介された。1941年に美術商デュヴィーン・ブラザーズ（Duveen Brothers, Inc.）は、作品を『ジュリア・ディ・ゴンザーガ＝コロンナ（推定）の肖像』 と名付けた。モデルはまたティツィアーノの娘のラヴィニア・ヴェチェッリオ（Lavinia Vecellio）や、キプロスの女王カタリーナ・コルナーロであるとも考えられた。ラヴィニアはティツィアーノの絵画のために何度かモデルをしていることが知られている。現在、作品の女性を実在する同時代のイタリア貴族の女性に同定することは受容されておらず、いかなる歴史的文献によっても支持されるものではない。
実際、当時のヴェネツィア派の画家たちは若く美しい女性の絵画を多く描いたが、それらの女性像が同時代の実際の女性を表しているのか、それとも女性の理想像なのかははっきりとしない。そのような女性像は当時のヴェネツィアの娼婦を表している可能性もあるが、娼婦が実際に本作のようにモデルとして立ったという証拠はない。それよりもむしろ、特定の女性を表した伝統的な肖像画ではなく、作品を依頼した男性の顧客に訴える甘美で官能的な女性の理想美を表したものである可能性がある。
美術史家ポール・ジョアニデス（Paul Joannides）とルパート・フェザーストーン（Rupert Featherstone）によると、本作品は『アレクサンドリアの聖カタリナとしてのカタリーナ・コルナーロの肖像』（Portrait of  Caterina Cornaro as Saint Catherine of Alexandria）から派生したと考えられている。この作品は現存しておらず、1542年に制作された工房による複製がウフィツィ美術館に所蔵されている。両作品の構図は非常に類似しているが、モデルは匿名化され、官能的に描かれており、工房あるいは工房との協力によって制作された一連の『ラ・ベッラ』の原型になったと考えられる。科学的な分析により、本作品からロンドンのアプスリー・ハウス所蔵の『バラの花輪を持つ若い女性』（A Young Woman Holding Rose Garlands）が派生したことが分かっている。

### 帰属
帰属についてはやや疑問視されており、ウィルヘルム・エミル・スイダ、バーナード・ベレンソン、ロドルフォ・パッルッキーニ、フランチェスコ・ヴァルカノーヴァ（Francesco Valcanover）はティツィアーノの作品として受け入れたものの、オスカー・フィッシェルはティツィアーノの工房作としており、デトレフ・フォン・ハーデルン、ハロルド・ウェゼイは後の追随者による質の低い模倣作であると見なした。さらにハンス・ティーツェとエリカ・ティーツェ・コンラートはティツィアーノへの帰属を否定している。ただし保存状態の悪さを考慮すると否定的な見解は厳しいものであるといえる。

### 制作年代
制作年代については、ジョルジョ・タリアフェッロ（Giorgio Tagliaferro）は1550年代後半を示唆したが、スイダ、パッルッキーニ、ヴァルカノーヴァはその少し前の1550年から1555年頃としており、ピーター・ハンフリー（Peter Humfrey）も後者の説をより正確と考えている。様式上の理由から1540年代後半であるという可能性も否定できない。

## 来歴
本作品はおそらく17世紀にリシュリュー枢機卿の顧問であったミシェル・パティチェッリ・デメリのコレクションとしてパリにあり、義理の息子ルイ・フェリポー・ド・ラ・ブリリエール（Louis Phélypeaux de La Vrillière）に相続された。その後の来歴は不明である。19世紀に姿を現した絵画はジョージ・ウィルブラハムのコレクションとして、チェシャー州ノースウィッチのダラメール・ハウス（Delamere House）で記録された。絵画はジョージ・ウィルブラハム以降3代にわたって相続されたのち、1929年1月に美術商デュヴィーン・ブラザーズが購入。1938年にニューヨークのサミュエル・H・クレス財団に売却され、翌1939年にナショナル・ギャラリー・オブ・アートに寄贈された。